# Road Rash
Road Rash est une série de jeux vidéo développée et éditée par Electronic Arts. Il s'agit d'un jeu de course de moto, dans lequel le joueur prend part à des courses illégales et violentes, où il a la possibilité de porter des coups à ses adversaires afin de les ralentir et les faire tomber de leur véhicule. Publié initialement en 1991 sur Mega Drive, les différentes versions du jeu seront portées sur de nombreuses plateformes. Six versions du jeu ont vu le jour entre 1991 et 1999, ainsi qu'une version Game Boy Advance en 2004.

## Principe
Road Rash comporte deux modes de jeu : la course unique et le mode carrière. Il offre le choix parmi 5 circuits parcourant villes, campagnes et bords de mer avec 5 niveaux de difficulté. À chaque niveau, les cinq circuits initiaux sont rallongés et leur difficulté augmente. Ce n'est pas une simple course de moto, car le joueur a la possibilité de frapper ses adversaires (coups de poing, de coude ou de pied) pour les faire tomber. Il peut aussi recevoir des coups. Il a également la possibilité de récupérer des armes (matraque, et plus puissant, une chaîne). Durant la course, le trafic n'est pas interrompu, il faut donc faire attention aux voitures qui peuvent aussi venir d'en face et à divers obstacles variés suivant le niveau (vaches, biches, barrages de police, etc.).

### Course unique
Ce mode est le meilleur pour tester le jeu : le joueur peut directement choisir le circuit et le niveau qui lui plaît afin de commencer la course.

### Mode carrière
Dans ce mode, le joueur commence par choisir l'un des personnages du jeu. Chaque personnage possède des caractéristiques propres, telles que son nom, sa description, son poids et son argent de départ. Le poids ne joue qu'un rôle descriptif dans le jeu, tandis que l'argent joue un rôle plus important. L'argent de départ sert à acheter une première moto. Il faut ensuite remporter la course à la meilleure place afin de gagner plus d'argent, ce qui permet d'accéder à des motos plus puissantes, rapides ou maniables. Si le joueur se fait arrêter par la police, il devra payer la lourde amende qu'il a méritée.

## Versions

### Road Rash
Publié initialement sur Mega Drive en 1991.
Des versions Game Gear et Master System sont quand même sorties, ainsi que des adaptations sur Amiga et Game Boy.

### Road Rash II
La suite de Road Rash, sortie en 1992 sur Mega Drive.
Une adaptation sur Game Boy Color est sortie en 2000 (sous le titre Road Rash).

### Road Rash 3
Le dernier opus de la série Road Rash pour Mega Drive, sorti en 1995. Une version du jeu est également disponible sur la R-Zone de Tiger.

### Road Rash
Publié initialement sur 3DO en 1994, puis porté sur :
- Mega-CD (dans une version techniquement inférieure)
- Saturn
- PlayStation
- PC (Windows)

### Road Rash 3D
Premier épisode entièrement modélisé en 3D polygonale, sorti uniquement sur PlayStation.

### Road Rash 64
Sorti en 1999 sur Nintendo 64, il est en partie basé sur Road Rash 3D.

### Road Rash: Jailbreak
Sorti à l'origine en 1999 sur PlayStation, le jeu a été porté en 2003 sur Game Boy Advance.